# Цапок (Молдова)
Цапок (рум. Țapoc) — село у Фалештському районі Молдови. Входить до складу комуни, адміністративним центром якої є село Наталієвка.

## Населення
За даними перепису населення 2004 року у селі проживали 147 осіб.
Національний склад населення села:
| Національність | Кількість осіб | Відсоток |
| -------------- | -------------- | -------- |
| українці       | 105            | 71,4%    |
| молдавани      | 36             | 24,5%    |
| росіяни        | 6              | 4,1%     |
| Всього         | 147            | 100%     |